# Peuceptyelus opacus
Peuceptyelus opacus är en insektsart som beskrevs av Jacobi 1921. Peuceptyelus opacus ingår i släktet Peuceptyelus och familjen spottstritar. Inga underarter finns listade i Catalogue of Life.